# پریورنو
پریورنو (به ایتالیایی: Priverno) یک کومونه در ایتالیا است که در استان لاتینا واقع شده‌است.

## خصوصیات
پریورنو ۵۶ کیلومترمربع مساحت و ۱۴٬۴۹۵ نفر جمعیت دارد و ۱۵۱ متر بالاتر از سطح دریا واقع شده‌است.

## خواهرخوانده
شهرهای Roccasecca, Wallenhorst, Bruck an der Leitha، بریج‌واتر، Tullins, Brda Municipality، برژتسلاو، Nový Bor و اوهرسکه هرادیشته خواهرخوانده‌های پریورنو هستند.